# Сарыобалы
Сарыобалы (каз. Сарыобалы) — село в Каркаралинском районе Карагандинской области Казахстана. Входит в состав Аманжоловского сельского округа. Код КАТО — 354837500.

## Население
В 1999 году население села составляло 371 человек (198 мужчин и 173 женщины). По данным переписи 2009 года, в селе проживало 380 человек (210 мужчин и 170 женщин).